# Scelio pulchripennis
Scelio pulchripennis är en stekelart som beskrevs av Charles Thomas Brues 1906. Scelio pulchripennis ingår i släktet Scelio och familjen Scelionidae. Inga underarter finns listade i Catalogue of Life.